# Marquesado de Valero de Urría
El marquesado de Valero de Urría es un título nobiliario español creado el 4 de mayo de 1852, por la reina Isabel II, a favor de María de las Mercedes de La Cuesta y González-Larrinaga.
El actual titular, William Raphael Beauclerk, vii marqués, exteniente de la Royal Navy que sirve en el HMY Britannia, es descendiente de los duques de Saint Albans.

## Marqueses de Valero de Urría

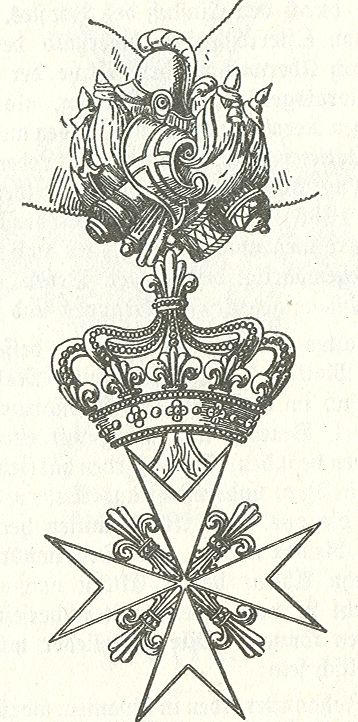
Orden de Malta

- i marquesa: María de las Mercedes de La Cuesta y González-Larrinaga (La Habana, 25 de abril de 1807-ibid., 6 de diciembre de 1856),[1][5] hija de Santiago de La Cuesta y Manzanal, i conde de La Reunión de Cuba,[6] y de su esposa María de la Concepción González-Larrinaga.[7]

Contrajo matrimonio el 18 de noviembre de 1829 con José Pérez de Urría y Loynaz (m. 2 de junio de 1876) de quien fue la primera esposa. Le sucedió su hija:
- ii marquesa: María de la Concepción Pérez de Urría y de La Cuesta, por real carta de sucesión del 11 de febrero de 1852.

Se casó con Rafael Zamora y Quesada, hijo de José María Zamora y Coronado y de María de los Ángeles Quesada y Guerra. Le sucedió su hijo:
- iii marqués: Rafael Zamora y Pérez de Urría,[8] por real carta de sucesión del año 1891.

Se casó con María del Carmen Sierra y Unquera. Le sucedió su hijo:
- iv marqués: Rafael Zamora y Sierra[8] por real carta de sucesión de 29 de mayo de 1915.[9] Falleció sin descendencia. Le sucedió en 1977, su hermana:

- v marquesa: Isidora Carmen de Zamora y Sierra.[10] Falleció sin descendencia. Le sucedió en 1989, su sobrino segundo:

- vi marqués: Rafael Beauclerk de Peñalver, hijo de William Topham Sidney Beauclerk (1864-1950), y de María de los Dolores de Peñalver y Zamora, vii marquesa de Arcos y v condesa de Peñalver.[2]

Se casó el 24 de agosto de 1957 con Noirine Mary Bowen. Le sucedió en 2008, su hijo:
- vii marqués: William Raphael Beauclerk.[11]

Se casó en 1986 con Margaret Eleanor Mountjoy.

## Armas del marqués de Valero Urría
Blasones compuestos: «escudo partido: en el primer cuartel, gran cuartelado en el primero y el cuarto, contracuartelado de azur, tres flores de lis de oro bien colocadas, y de gules, tres leones leopardados de oro, armados y linguados de azur; en el segundo, de oro, un león rampante de gules, linguado, y armado de azur, encerrado en un trechor de gules; en el tercero, de azur, un arpa de oro cordada de plata, superando del bastón recortado, acusado de tres rosas heráldicas de plata, abotonada y hojada de sinople, verde en punta (Beauclerk)»; el segundo cuartel, «campo de azur un castillo de plata mazonado de sable y aclarado de azur surmontado de tres estrellas de seis puntas, de plata puestas en jefe y en faja, bordura de oro con ocho aspas de gules (Valero de Urría)».
Lema: « Auspicium melioris ævi » (en latín).